# Naan
Il naan è un tipo di pane lievitato, diffuso in Asia Centrale (noto come Churek) e Meridionale, Iran ed altre parti del Medio Oriente. È uno dei più conosciuti tipi di pane indiano particolarmente popolare in India, Afghanistan, Iran, Pakistan, nella regione autonoma dello Xinjiang in Cina, e nei ristoranti indiani del Regno Unito, Canada, Stati Uniti, Australia, Italia e della Nuova Zelanda. Spinto dall'influenza delle cucine pakistane, afghane ed indiane, a seguito i flussi migratori il naan è diventato molto popolare anche in Arabia Saudita e negli altri stati del golfo persico. Può essere annoverato tra i tipi di pane più popolari in India e Afghanistan.

## Nome
Originariamente, naan era un termine generico per indicare tutti i tipi di pane azimo di tutto il mondo. Nelle lingue turche, come l'usbeco, il kazako o lo uiguri il pane azimo è conosciuto come nan, parola che deriva dal persiano, con cui si indicava generalmente il pane. In Myanmar (ex-Birmania) il pane azimo è noto con il termine nan bya.

### Etimologia
La prima apparizione del naan al di fuori della cultura araba avviene nella letteratura inglese da parte di Johann Gottlieb Georgi e William Tooke nel 1780 nel secondo volume del saggio etnologico sulla Russia.
(Georgi; Tooke, Russia, p. 168)
Originalmente la parola persiana naan, che significava genericamente "pane", si è trasformata nell'odierno persiano/pahlavi n'n, che significa "pane, cibo". La stessa forma è di per sé di origine iraniana o indo-iraniana, di cui varianti affini come il parthiano ngn, il balochi nagan, il sogdiano nγn- o il pashtun nəγan. La parola naan assume quindi una distribuzione capillare, essendo stata presa in prestito da una vasta gamma di lingue parlate in Asia centrale, e in seguito delle conquiste musulmane, anche in Asia meridionale, vale a dire gli odierni stati dell'India, Pakistan, Bangladesh, Afghanistan e le regioni circostanti. In questi luoghi e regioni, la parola naan assume (nella maggior parte dei casi) il significato di pane azzimo preparato secondo le ricette locali.

## Descrizione

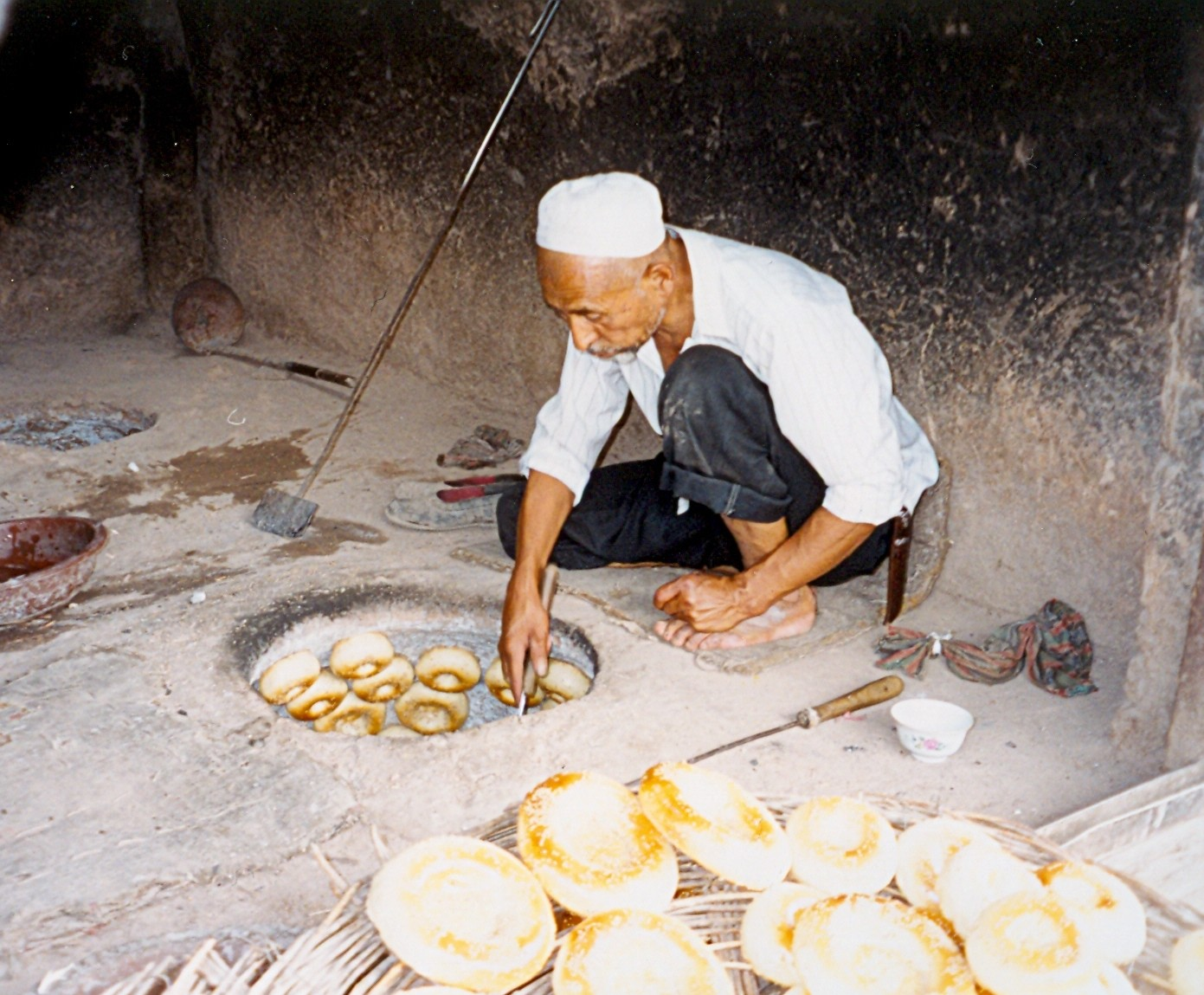
Un panettiere uiguro a Kashgar

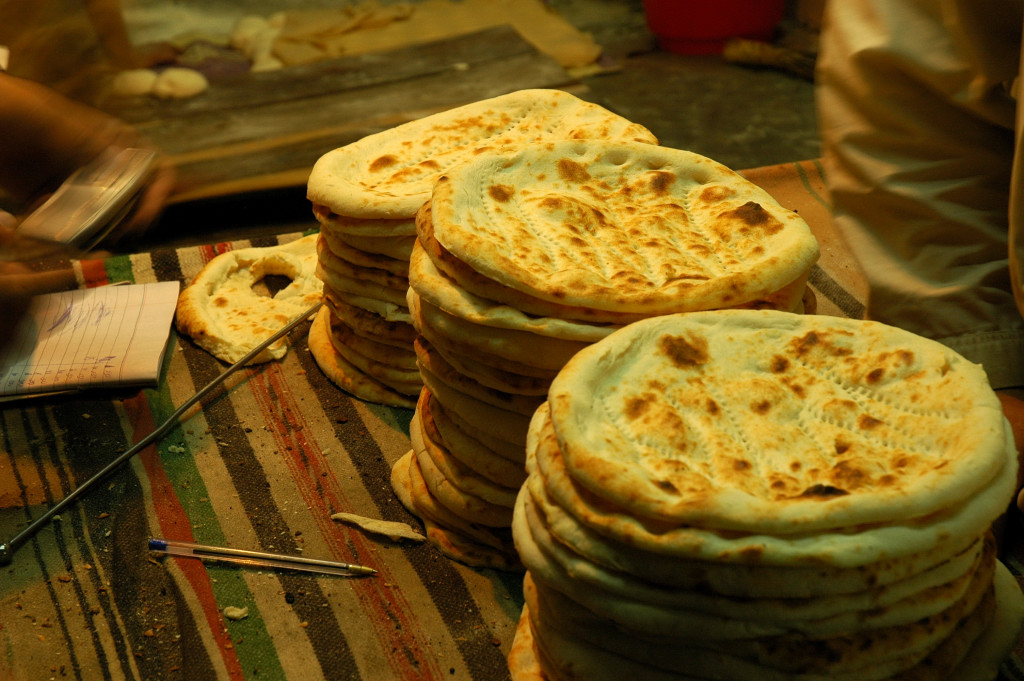
Naan preparato in un forno tandoor a Peshawar

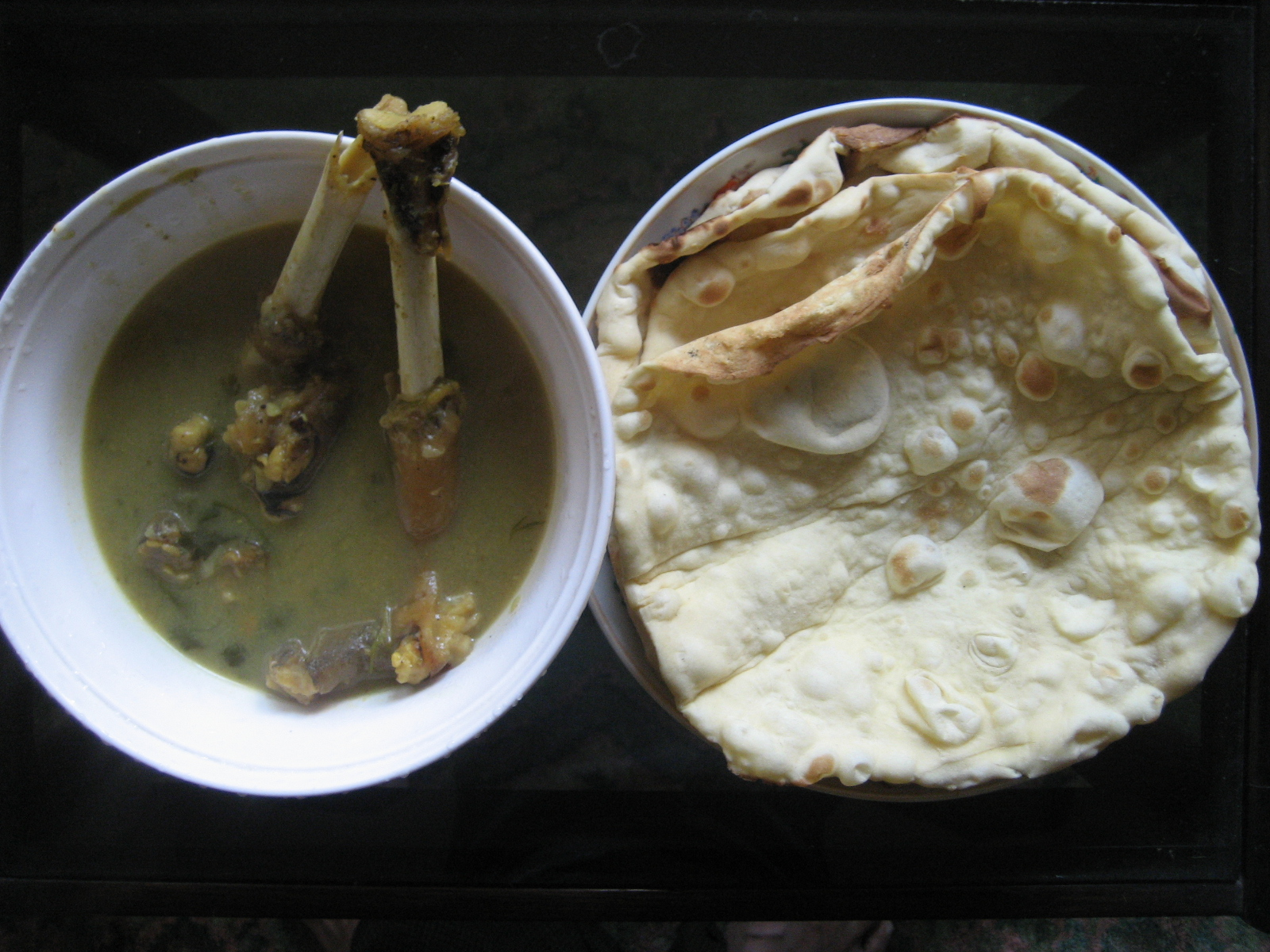
Naan bya con zuppa di montone, popolare colazione in Myanmar

La variante più comune nel mondo occidentale è quella sud asiatica. In Iran la parola nān ((FA)  نان) non ha un significato ben specifico, indicando generalmente quasi ogni tipo di pane. D'altra parte però nel resto dell'Asia sud-orientale la parola naan è usata per indicare uno specifico tipo di pane azzimo molto sottile, simile alla pita. Come la pita, anche all'impasto del naan viene aggiunto il lievito (similmente all'impasto del roti). Il naan viene però cotto nei caratteristici forni d'argilla a forma di campana rovesciata, i Tandoor. Questo lo distingue dal roti che di solito è cotto su una piastra di ferro piatto o leggermente concavo chiamato tava. Le ricette moderne sostituiscono talvolta il lievito madre con il lievito in polvere. Per aumentare volume e spessore del naan spesso vengono aggiunti latte o yogurt, viene poi servito ben caldo e unto con ghee o burro.
Può essere consumato come contorno ad un pasto o essere a sua volta farcito: ad esempio il Keema naan è ottenuto riempiendo il naan con una mistura di carne macinata, solitamente agnello o montone. Un'altra variante è il Peshawari o Peshawari naan. Il Peshawari naan, così come il Kashmiri naan, è farcito con una mistura di noccioline e uvetta. Il Kulcha, Amritsari naan o Amritsari kulcha è riempito di patate pestate, cipolle e spezie. Stagionalmente è possibile trovare nell'impasto del naan anche spezie come cumino o semi di nigella sativa.
Alcune varianti della ricetta base del naan prevedono un impasto a base di farina bianca, sale, lievito madre e parecchio yogurt e latte, per rendere l'impasto liscio ed elastico. L'impasto viene quindi lavorato per alcuni minuti e fatto riposare per parecchie ore. Una volta lievitato viene diviso in parti sferiche, in pallette di impasto, che verranno stese e cotte separatamente.
Nella cucina pakistana il naan viene solitamente ingraziato con essenze, come le rose o il khus mescolate nel burro o nel ghee.

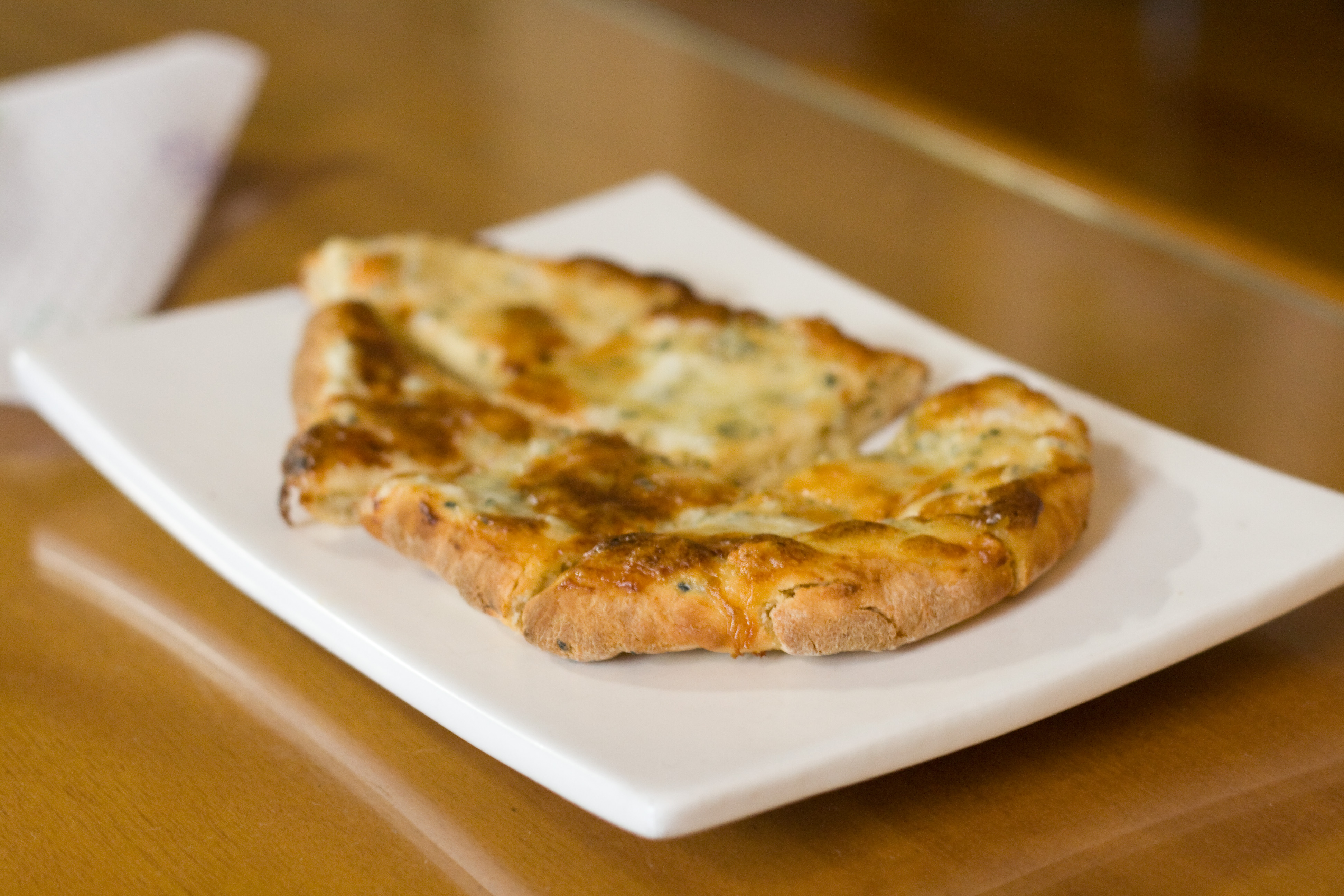
Un naan al formaggio

Se non viene farcito al naan possono comunque essere accompagnati vari companatici, come affettati, verdure o formaggio. Queste varianti sono consumate perlopiù come fast food. Può anche essere immerso nelle varie zuppe locali, come il dal o il shaakh.
In Myanmar (ex-Birmania) è conosciuto come naan bya e viene spesso consumato come colazione, servito solitamente con tè o caffè. Questa variante è più sferica e soffice, spesso imburrata, coperta da pè byouk (piselli lessati), o immersa in una hseiksoup (zuppa di montone).